# Vicente Guerrero
Vicente Ramón Guerrero Saldaña (Tixtla de Guerrero, Guerrero, 10 de Agosto de 1782 – Cuilápam de Guerrero, Oaxaca, 14 de Fevereiro de 1831) foi um destacado independentista mexicano que ocupou a presidência do seu país durante vários meses. Após a morte de José María Morelos liderou a resistência contra o exército realista espanhol até firmar uma aliança com Agustín de Iturbide.
Guerrero nasceu na cidade de Tixtla (atual estado de Guerrero) a 10 de Agosto de 1782 no seio de uma pobre família campesina. Foram seus pais Pedro Guerrero e María Guadalupe Saldaña. As suas origens humildes e a sua condição de zambo durante o regime do vice-reino tiraram-lhe qualquer possibilidade de estudar e passou os seus primeiros anos ajudando seu pai no trabalho dos campos.

## Guerrero e a Guerra da Independência do México
Após o início da guerra de independência foi testemunha, em Tecpan de Galeana, da chegada das tropas de José María Morelos e ali se juntou ao movimento, no entanto, o seu pai era partidário da facção realista. Depois de várias batalhas alcançou a patente de coronel. Não se destacou como militar, no entanto a sua tenacidade como guerrilheiro manteve viva a luta pela independência, que ele fez deslocar para as montanhas da região que conhecia desde a sua infância.
Depois de vários anos passados a manter a resistência firmou uma aliança com Agustín de Iturbide, comandante do exército Trigarante e juntos obtiveram a vitória sobre o exército espanhol em Agosto de 1821. Após a declaração da independência, Iturbide subiu ao trono como imperador e Guerrero foi nomeado general do Exército Imperial, recebendo a Gran Cruz de la Orden de Guadalupe.

## Golpe de estado e Bustamante

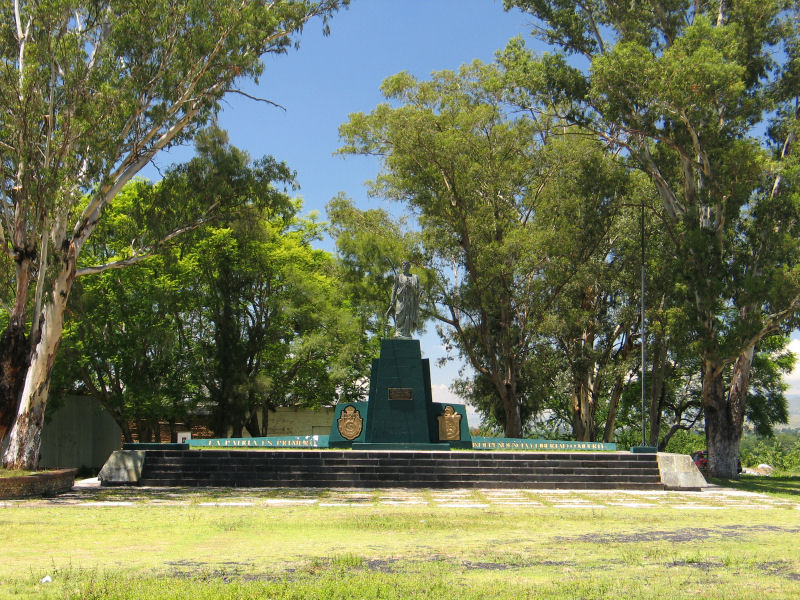
Monumento erguido no local onde Guerrero foi fuzilado (Cuilapám de Guerrero, Oaxaca)

Após a queda do Primeiro Império, foi convencido pelo Partido Popular e pela maçonaria, a lançar-se como candidato a presidente em substituição de Guadalupe Victoria. Uma vez que as preferências eleitorais favoreciam os conservadores, Guerrero aliou-se a Antonio López de Santa Anna e juntos protagonizaram um golpe de estado em 1 de Abril de 1829 contra o presidente eleito Manuel Gómez Pedraza, facto condenado por grande parte dos liberais latinoamericanos, incluindo Simón Bolívar.
A 4 de Dezembro de 1829, Guerrero pediu a suspensão do seu mandato presidencial, para combater a rebelião encabeçada pelo vice-presidente Anastasio Bustamante, sendo o seu lugar ocupado por José María Bocanegra. Manipulado pelos seus aliados, passou os seus últimos anos tratando de reconquistar o prestígio que o seu papel de libertador lhe havia grangeado nos começos da sua carreira política. Finalmente, a 15 de Janeiro de 1831 foi convidado a almoçar a bordo do bergantim El Colombo, ancorado em Acapulco e propriedade do mercenário genovês Francisco Picaluga, onde foi detido de surpresa, uma vez que Picaluga o traiu para receber uma recompensa de 50.000 pesos (oferecida por Anastasio Bustamante). Posteriormente foi levado para Cuilapam, no estado de Oaxaca, sendo fuzilado na manhã de 14 de Fevereiro de 1831. Os seus restos mortais repousam na Coluna da Independência, na Cidade do México.